# ABC-klubben

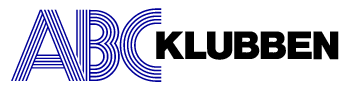

ABC-klubben är en svensk ideell datorförening. Den bildades januari 1980 som en mötesplats på Kungliga Tekniska högskolan (KTH) för användare av Luxors hemdator ABC 80 och de varianter av den som presenterades senare, bland dem ABC 800. Klubben har under hela sin existens varit belägen i Alvik i Stockholm, men är givetvis nåbar över hela världen genom Internet. ABC-klubben är med mer än 30 år av kontinuerlig verksamhet en av de äldre dator- och datoranvändarföreningarna som finns i landet.
ABC-klubbens första årsmöte finns skildrat i boken Svenska hackare av Daniel Goldberg och Linus Larsson.

## Inriktning och policy
ABC-klubben står fri från kommersiella och institutionella intressen samt är religiöst och partipolitiskt obunden. Klubbens värdegrund utgörs av att vara en mötesplats för datorintresserade människor, oavsett inriktningen på intresset eller kunskapsnivå. Stadgarna framhåller att "klubben skall verka för att tillvarata gemensamma intressen av datorer och datortillämpningar, verka för ökade kunskaper inom dessa områden till nytta, utbildning och nöje". Många av medlemmarna bor i Stockholmsområdet, men de finns representerade över hela landet och några av dem bor i de skandinaviska grannländerna.

## Internetkoppling
I slutet av 1994 kopplades ABC-klubben upp på Internet och började därmed att tillhandahålla nätförbindelse via modem. Därmed blev klubben en av Sveriges Internetleverantörer. Tidigare hade modempoolen använts som en ingång till MSG, klubbens dåvarande diskussionssystem. I samband med att klubben fick en fast förbindelse till Internet ökade antalet medlemmar mycket kraftigt. Lockelsen var det låga pris ett medlemskap betingade jämfört med de avgifter kommersiella leverantörer tog ut av sina kunder.

## Ledning och funktionärer
Skötseln av klubben fördelas på tre förvaltningsfunktioner: systemoperatörer, styrelsemedlemmar och kanslister/lokalansvariga. Klubbens högsta beslutande organ är årsmötet. Det åligger årsmötet att välja styrelse, medan systemoperatörer och kanslister brukar tillsättas på ett informellt, ad hoc-mässigt sätt, vilket innebär att det finns stora möjligheter för engagerade medlemmar att arbeta med det som intresserar dem.

## Teknik
Klubbens anknytning till ABC-datorerna har så gott som helt försvunnit sedan början av 1990-talet. Vanligast i dag är att medlemmarna använder olika varianter av GNU/Linux, Unix, Windows och Macintosh. Inom klubben körs för närvarande de viktigaste tjänsterna på datorer utrustade med Debian GNU/Linux och OpenBSD. Ett antal medlemmar utvecklar aktivt program till medlemmarnas fromma. Ett exempel på detta e-post-, Usenet- och LysKOM-klienten WinLMSG, som även finns i en variant som körs direkt via webben.

## Tjänster och möjligheter

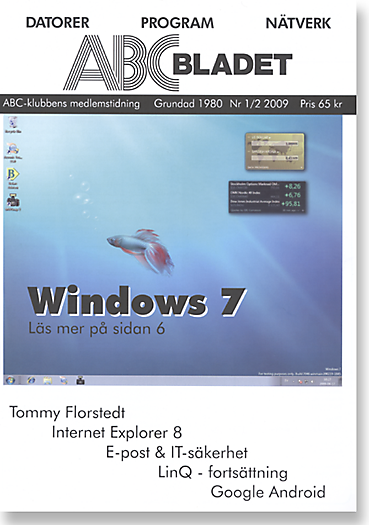
ABC-klubbens tidskrift, numera ersatt av...

Sedan lång tid – Internet tillkom under förra hälften av 90-talet – tillhandahåller klubben bland annat följande:
- Internettjänster, bland annat övervaknings- och reklamfri server för e-post, och personlig webbplats.
- Skalkonto på olika Unix- och Linux-datorer.
- Möjlighet för medlemmar att lägga egna privata domäner hos klubben.
- DNSSEC, som garanterar medlemmarna att nättjänster drivs av klubben.
- Det öppna systemövervakningsverktyget Munin, som ger alla medlemmar möjlighet att hålla koll på servrarna.[5]
- ABCKOM - Ett internt diskussionssystem som ursprungligen avsetts till erfarenhetsutbyte om framförallt datorteknik och relaterade frågor men även används för generella diskussioner.
- Nyhetsbrevet ABC med distribution via e-post, vilket ersatt papperstidningen ABC-bladet. ABC-bladet finns dock även framgent tillgänglig i PDF-version för medlemmar.

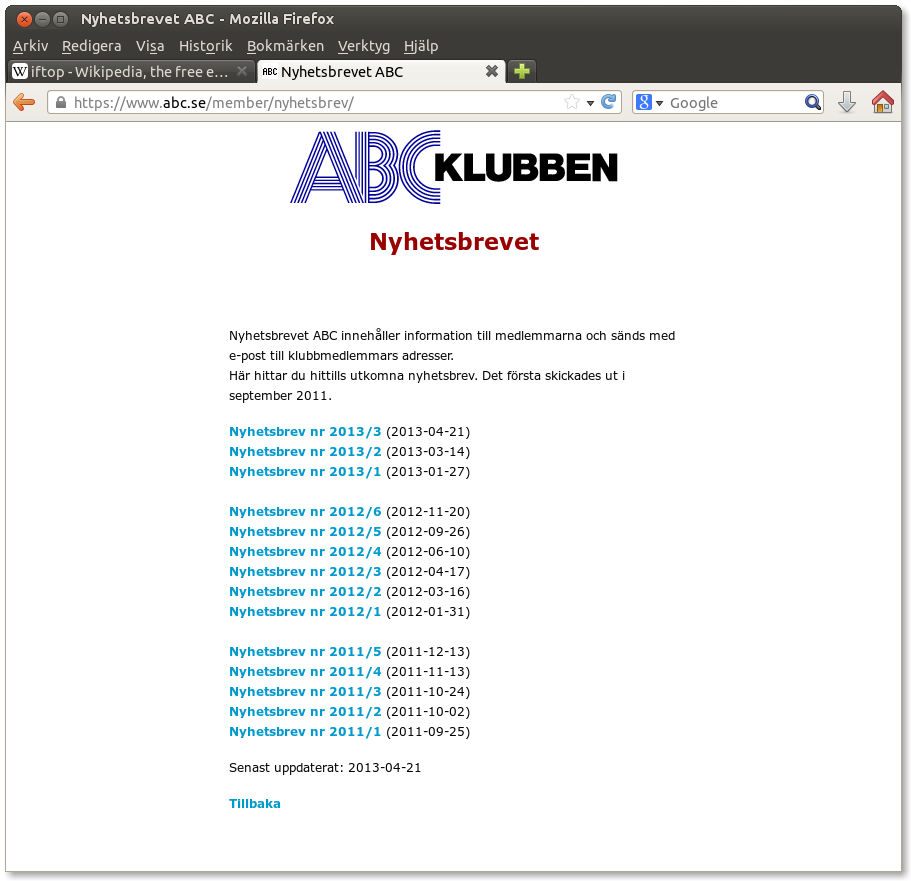
...nyhetsbrevet. Samlingen av hittills utgivna nummer finns bakom inloggningsväggen till klubbens webbplats.